# Tetracanthella deficiens
Tetracanthella deficiens is een springstaartensoort uit de familie van de Isotomidae. De wetenschappelijke naam van de soort is voor het eerst geldig gepubliceerd in 1958 door Steiner.